# Gaz wulkaniczny

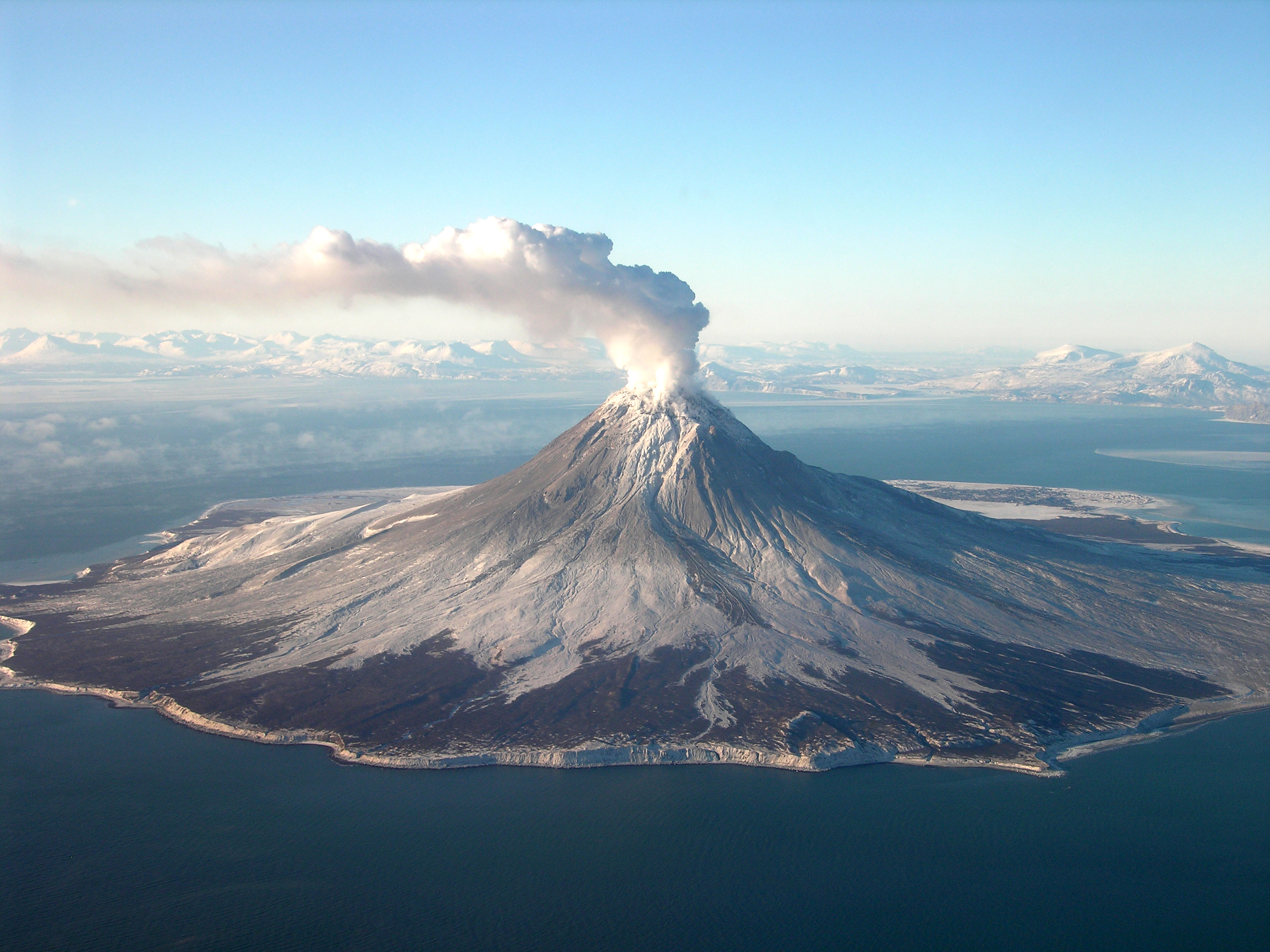
Chmura gazów z wulkanu Augustine, fot. 2006 r.

Gaz wulkaniczny – gaz wydobywający się ze stożka wulkanicznego, przeważnie podczas erupcji. Jest to główna siła napędowa erupcji eksplozywnych i mieszanych. Gaz wulkaniczny składa się głównie z pary wodnej, zawiera także m.in. dwutlenek węgla, wodór, chlorowodór, dwutlenek siarki, metan, fluorowodór, siarkowodór, amoniak.